# SŽD-Baureihe ВЛ12
Die SŽD-Baureihe ВЛ12 (deutsche Transkription WL 12) der Sowjetischen Eisenbahnen (SŽD) war eine achtachsige Zweisektions-Versuchs-Elektrolokomotive für den Betrieb auf Magistralen mit Gleichstrom. Sie wurde als Modifikation aus der SŽD-Baureihe ВЛ10 entwickelt und hatte als Besonderheit eine Widerstandssteuerung mit unabhängiger Anregung der Traktionsfahrmotoren. Die Lokomotiven hatten den Status von Versuchslokomotiven und wurden nicht in Serie gebaut.

## Entwicklung
Die Elektrolokomotiven der Reihen ВЛ8 und ВЛ10 konnten nur als Zweisektionslokomotiven arbeiten. Oftmals verlangte jedoch der Betrieb die Anwendung einer Elektrolokomotive mit zwölf angetriebenen Achsen. Da zu der Zeit die 2ВЛ23 noch nicht existierte, konnte diese Konfiguration nur aus einer Dreisektions-Lokomotive bestehen. Bei dieser Konfiguration forderte man, dass jede dieser Sektion ein autonomes Kraftschema besaß. Im Resultat davon wurden die Arbeiten der Schaffung von Lokomotiven mit der Bezeichnung ВЛ10M angefangen. Auch wurde die Vergrößerung der Leistung pro Achse durch die Anwendung neuer, leistungsfähiger Traktionsfahrmotoren vom Typ НБ-407 (NB-407) mit einer Stundenleistung von 755 kW beschlossen. Diese Fahrmotoren wurden zum ersten Mal bei der Elektrolokomotive ВЛ82M verwendet. Zum Ende des Jahres 1972 wurde bei dem Gesamt-russisch wissenschaftlichen Forschungs- und Entwicklungsinstitut für Elektrolokomotiven ЭлНИИ (ELNII, jetzt ВЭлНИИ – WELNII) in Nowotscherkassk das Projekt beendet und am 19. Dezember desselben Jahres der Kommission der Lokomotivindustrie bei der wissenschaftlich-technischen Vereinigung des Ministeriums für Transport und Nachrichtenwesen (MPS) vorgelegt. Im Resultat wurde empfohlen, auf einer Sektion zwei Führerhäuser vorzusehen, um die maximale Autonomie jeder Sektion zu gewährleisten. Es wurde die Erhöhung der Achslast auf 25 t empfohlen, ferner die Änderung des Übertragungsverhältnisses der Antriebe von 88:26 auf 89:25 für die Erhöhung der Zugkraft und die Erhöhung der Leistung des Wandlers für die Widerstandsbremse beschlossen.
Bei der Ausarbeitung des Projektes arbeiteten das Gesamt-russisch wissenschaftliche Forschungs- und Entwicklungsinstitut für Elektrolokomotiven ЭлНИИ (ELNII, jetzt ВЭлНИИ – WELNII) in Nowotscherkassk mit dem Institut für Energie in Moskau und der Elektrolokomotivenfabrik Tiflis zusammen, bei letzterer wurde der statische Wandler hergestellt, der schon bei der ВЛ10.398 angewendet wurde, nachdem er bei einigen ЭР22 erprobt wurde. Bei der Entwicklung entschied man sich für die unabhängige Anregung der Traktionsfahrmotoren. Da bei der Entwicklung schon abzusehen war, dass die Masse der Lokomotive sehr hoch werden würde, wurde die Idee eines zweiten Führerhauses pro Sektion wieder verworfen. Das erlaubte den Konstrukteuren, den Kasten mit denen der ВЛ80K und ВЛ80T zu vereinheitlichen. Auf Grund des zu erwartenden hohen Achsdruckes wurden die Drehgestelle der ВЛ82M verwendet. Da die Anzahl der durchgeführten Änderungen sehr groß war, wurde die neue Bezeichnung ВЛ12 (WL12) eingeführt. Im Dezember 1973 lieferte die Elektrolokomotivenfabrik Nowotscherkassk die Lokomotive ВЛ12.001 und 1974 die ВЛ12.002 aus.
Praktisch war aber die Lokomotive in vielen Einzelheiten der ВЛ82M ähnlich, so bei den angewendeten Traktionsfahrmotoren, der Zahl der Fahrstufen (25 in der Reihenschaltung und 13 in der Parallelschaltung, gesamt betrugen sie 38 Positionen). Die Lokomotiven besaßen einen Brückenübergang zwischen den Einheiten (bei den ВЛ8 und ВЛ10 verwendete man für den Übergang eine elektrische Steuerung, bei der ВЛ11 eine Luftsteuerung). Am hinteren Teil der Sektion waren die Steuerungswiderstände angeordnet, diese wurden über Ventilatoren gekühlt. Bei der Entwicklung des Kühlsystems ließ man sich von den Lokomotiven ЧС2T, ЧС6 und ЧС7 leiten. Die hauptsächliche Neuerung der Lokomotiven war jedoch die Einführung der unabhängigen Anregung der Traktionsfahrmotoren.

## Schicksal der Elektrolokomotive
Die Lokomotive durchlief nach ihrer Fertigung die Überprüfung auf den Erprobungsgleisen der Elektrolokomotivenfabrik Nowotscherkassk. Als Resultat der Überprüfung wurde festgestellt, dass das elektronische System die Energieleistung der Lokomotive verbesserte, die Anwendung der unabhängigen Anregung der Traktionsfahrmotoren die Schleudergefahr herabsetzte und bei dem Entstehen von Schleudern erlaubte die Anzahl der zwei Sektionen schnell eine Beendigung. Im Bericht der Überprüfungen wurde jedoch bewusst verschwiegen, dass das elektrische System überaus teuer war, und das nicht nur in der Anschaffung, sondern gleichfalls im Betrieb und Instandhaltung. Die Lokomotiven wurden 1977 für den planmäßigen Betrieb auf die Moskowskaja schelesnaja doroga gegeben, wo sie im Depot Moskau-Sortirowotschnoj stationiert wurden. Aus verschiedenen Gründen arbeiteten dort die Lokomotiven nur mit Reihenschaltung der Traktionsfahrmotoren. Auf Grund nicht erfüllter Forderungen an die Hersteller wurden beide Lokomotiven 1980 aus dem normalen Betrieb genommen. Die ВЛ12.002 wurde an das Herstellerwerk zurückgegeben, die ВЛ12.001 wurde nach Reschetnikowo weitergegeben. 1987 wurden beide Lokomotiven von den Inventarlisten des Ministeriums für Transport und Nachrichtenwesen (MPS) gestrichen.